# Moshoeshoe I
Moshoeshoe I (Distretto di Leribe, 1786 circa – 11 marzo 1870) è stato un sovrano lesothiano, il primo di quello che è oggi il Lesotho.

## Biografia
Nacque nel Distretto di Leribe, figlio primogenito di Mokhachane, esponente minore della casa dei Bamokoteli, un ramo del clan Koena (coccodrillo). In gioventù aiutò suo padre ad acquisire potere su alcuni altri clan più piccoli. All'età di 34 anni Moshoeshoe formò il proprio clan e divenne un capo. Lui e i suoi seguaci si stabilirono sulla montagna Butha-Buthe.

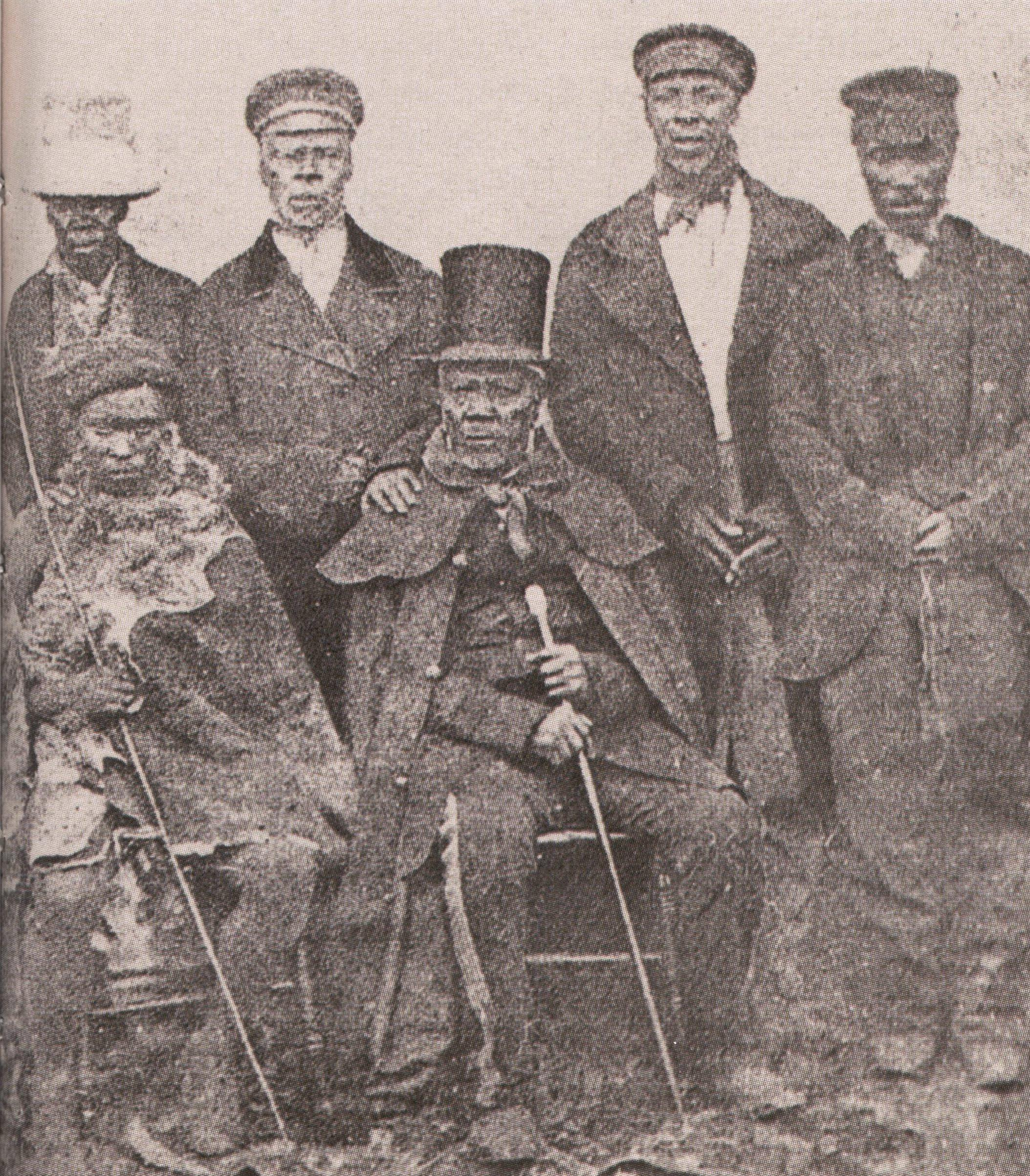
Moshoeshoe I con i suoi ministri

Moshoeshoe, come i suoi antenati, frequentò la scuola di iniziazione e ottenne il nome Letlama che significava un forte legame. Durante la sua giovinezza, subito dopo l'iniziazione, fu molto coraggioso e una volta organizzò un'incursione per la razzia di bestiame, contro i Ramonaheng, riuscendo a catturare diverse mandrie. Come era tradizione, compose un poema di lode su se stesso, nel quale diceva: "sono come un rasoio che ha rasato tutte le barbe dei Ramonaheng", riferendosi alla sua incursione di successo. Nel linguaggio sesotho, un rasoio si dice che produca il suono onomatopeico "shoe...shoe...", e in seguito fu chiamato affettuosamente Moshoeshoe dal suo popolo: "il rasoio". Inoltre si dichiarò essere Kali, dando ad intendere così di essere un discendente del grande Kali o Monaheng che si dice sia l'antenato della maggior parte dei Bakoena del Lesotho, ad eccezione degli anziani Bamolibeli.
Moshoeshoe ed i suoi seguaci, in particolare i Bakoena Bamokoteli, alcuni dei Bafokeng dal lato materno e altri parenti e alcuni clan compresi gli Amazizi, fondarono il suo villaggio a Butha-Buthe, dove l'insediamento e regno coincise con la crescita del potere del re degli zulu, Shaka, e quello che ora è noto come il tempo dei guai (precedentemente noto come 'Mfecane'). Durante i primi anni del XIX secolo, Shaka invase molti domini più piccoli, lungo la costa orientale dell'Africa meridionale (oggi KwaZulu-Natal), incorporandone alcune parti nel suo sempre più importante regno. Diversi piccoli clan furono costretti a fuggire. Seguì un periodo di grandi guerre conosciuto come "il tempo dei guai/Difaqane". Esso fu segnato da aggressioni contro il popolo sotho da parte dell'invasore clan Nguni. Gli attacchi costrinsero anche Moshoeshoe a spostare il suo insediamento sull'altopiano Qiloane. Il nome fu successivamente cambiato in Thaba Bosiu o "montagna della notte" perché si credeva che crescesse durante la notte e si contraesse durante il giorno. Essa si dimostrò essere una fortezza invalicabile da parte dei nemici.

## Diplomatico
Il ruolo più significativo che Moshoeshoe interpretò come diplomatico fu la sua dimostrazione di amicizia verso i suoi nemici sconfitti. Fornì terra e protezione a molti e questo rafforzò l'emergente Basutoland. La sua influenza e i suoi seguaci crebbero con l'integrazione di un certo numero di rifugiati e vittime delle guerre.
Nell'ultima parte del XIX secolo, Moshoeshoe creò la nazione dei Basotho, nel Basutoland e fu conosciuto  popolarmente come "Morena e Moholo / morena o Basotho" (Gran Re/Re dei Basotho).
Con l'arrivo degli olandesi nella Colonia del Capo vennero introdotte le pistole e Moshoeshoe decise che aveva  bisogno di un consigliere bianco. Dalle altre tribù, aveva sentito parlare dei benefici portati dai missionari. A breve tre rappresentanti della Società giunsero dalla Francia nel cuore dell'Africa meridionale: Eugène Casalis, Constant Gosselin e Thomas Arbousset, che Moshoeshoe invitò nel suo regno. In seguito i missionari della Chiesa cattolica avrebbero avuto una grande influenza nel formarsi della storia dei Basotho (il primo di essi fu il vescovo Jean-François Allard dei missionari oblati di Maria Immacolata e poi frate Joseph Gérard dello stesso ordine religioso).
Dal 1837 al 1855 Casalis ricoprì il ruolo di consigliere straniero di Moshoeshoe. Con la sua conoscenza del mondo non africano, fu in grado di informare e consigliare il re nei suoi rapporti con gli stranieri ostili. Casalis divenne anche  interprete di Moshoeshoe nei suoi rapporti con i bianchi e documentò la lingua sesotho.
Nei tardi anni 1830, i boeri giunsero dalla Colonia del Capo e si presentarono ai confini occidentali della Basutoland, rivendicando, successivamente, i diritti su quella terra.
Il pioniere dei colonizzatori in questa zona fu Jan de Winnaar, che si stabilì nell'area di Matlakeng nel maggio-giugno del 1838. Man mano altri coloni si andarono trasferendo nella zona, cercando di colonizzare la terra tra i due fiumi, anche a nord del fiume Caledon, sostenendo che quella terra era stata "abbandonata" dal popolo Sotho. 
Moshoeshoe, quando venne a conoscenza dell'insediamento dei coloni alla confluenza dei fiumi, dichiarò che "... il terreno sul quale vi siete insediati è mio, ma non ho obiezioni a che le vostre greggi pascolino lì fino a quando non sarete in grado di procedere oltre; a condizione, tuttavia, che rimarrete in pace con il mio popolo e riconosciate la mia autorità".
Eugène Casalis dichiarò in seguito che i coloni avevano umilmente chiesto dei diritti temporanei mentre erano ancora in pochi, ma che quando si sentirono "abbastanza forti" si tolsero la maschera e tornarono alla loro intenzione iniziale.
I successivi trent'anni furono marcati dai conflitti.

## Guerre
Moshoeshoe firmò un trattato con il governatore britannico, Sir George Thomas Napier. Tra le clausole di questo trattato c'era l'annessione di un tratto di terra (ora chiamata Orange River Sovereignty) colonizzata da molti boeri. Questi, nel 1848, furono soppressi in una breve scaramuccia.
La situazione degenerò nel 1851. Una forza britannica fu sconfitta dall'esercito Sotho a Kolonyama, provocando una guerra imbarazzante per gli inglesi. Dopo aver respinto un altro attacco britannico nel 1852, Moshoeshoe inviò un appello al comandante britannico consentendogli così di salvare la faccia. Ancora una volta, la diplomazia salvò il regno di Sotho. Dopo la definitiva sconfitta dei Tloka nel 1853, Moshoeshoe regnò quale sovrano supremo.
Tuttavia, gli inglesi abbandonarono la regione nel 1854, causando, de facto, la formazione di due stati indipendenti: lo Stato Libero dell'Orange dei boeri e il regno dei Sotho.
Nel 1858 Moshoeshoe sconfisse i boeri nella Guerra Stato Libero dell'Orange–Basotho e nel 1865 perse gran parte delle terre occidentali. L'ultima guerra, nel 1867, ebbe fine solo quando i britannici e Moshoeshoe si rivolsero alla regina Vittoria, che accettò di trasformare la Basutholand in protettorato britannico nel 1868.  Gli inglesi erano ansiosi di controllare le avanzate dei boeri, e Moshoeshoe, con i consigli di Eugenio Casalis, capì che la continua pressione dei boeri avrebbe portato alla distruzione del suo regno.
Nel 1869, gli inglesi firmarono un trattato, con i boeri ad Aliwal, che definiva i confini della terra dei Basuto, poi divenuta Lesotho; quei confini non sono cambiati da allora. La terra arabile ad ovest del fiume Caledon rimase nelle mani dei boeri e viene indicata come il Territorio perduto o Conquistato. Ciò ridusse il regno di Moshoeshoe a metà delle sue dimensioni precedenti.

## Eredità

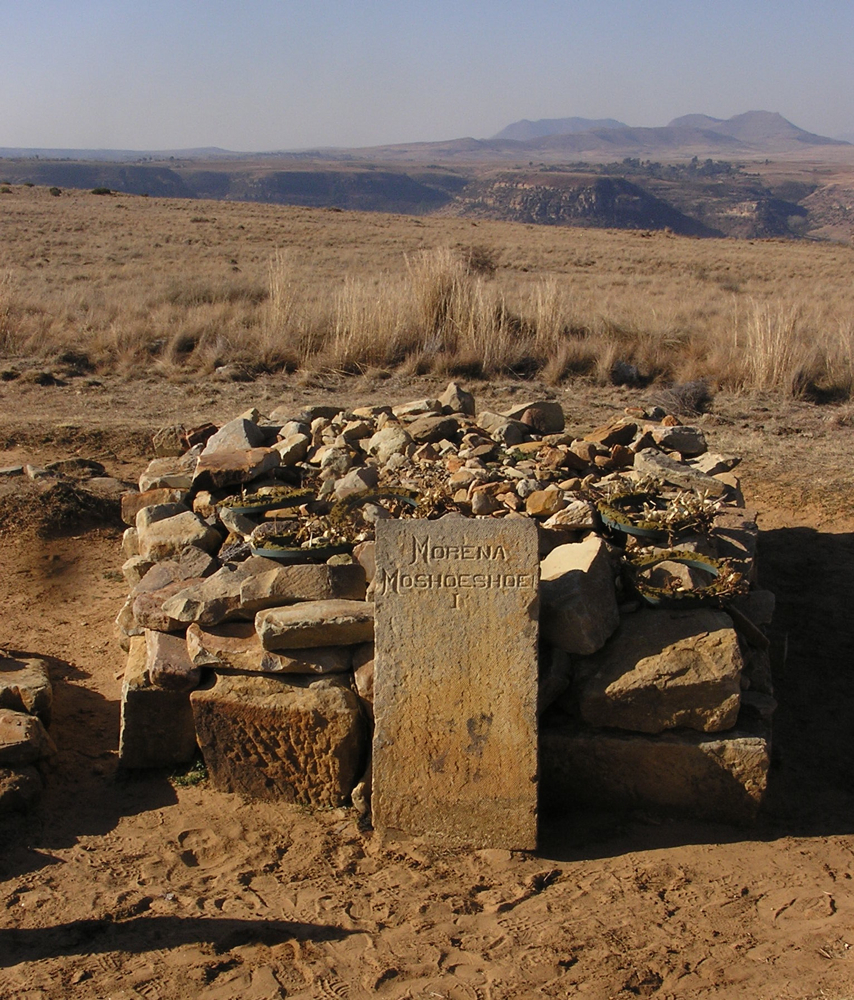
Tomba di Moshoeshoe I a Thaba Bosiu.

Sebbene avesse ceduto buona parte del territorio, Moshoeshoe non subì mai una grande sconfitta militare e mantenne la maggior parte del suo regno e della sua cultura. La sua morte, avvenuta nel 1870, segnò la fine dell'era tradizionale e l'inizio del moderno periodo coloniale. Il Giorno di Moshoeshoe è una festa nazionale in Lesotho, celebrata ogni anno l'11 marzo per commemorare il giorno della morte di Moshoeshoe.
Il Moshoeshoe I International Airport ha preso il suo nome.

## Cultura
I tessuti Shweshwe, prodotti in Sudafrica, hanno preso il nome da re Moshoeshoe I che ne ricevette alcuni in regalo e li rese popolari in tutto il suo regno.